# Тачікома
Тачікома (яп. タチコマ, Тачікома) — вигаданий розумний колісно-крокувальний робот-танкетка зі всесвіту аніме та манґи «Привид у латах», що з'являється в манзі Масамуне Сіро і суб-всесвіті «Привид у латах: Синдром одинака». Дев'ять тачіком спеціально розроблені для потреб 9-го Відділу. Павукоподібний дизайн також з'являється в багатьох інших роботах Сіро, таких як манга Appleseed. Сіро зазначає, що утримує багато павуків як домашніх улюбленців.

Тачікома

Передбачалося, що в серії «Привида в латах» будуть використані оригінальні футікоми з манґи, але цього не відбулося через проблеми з авторськими правами.
Всіх тачіком в оригінальній версії озвучувала Сакіко Тамагава (яп. 玉川 紗己子, Тамагава Сакіко) В англійському дубляжі кожну тачікому озвучували окремо, але також голосами, схожими на дитячі. У російському дубляжі голоси тачіком спотворені аналогічно.
Тачікомам присвячений мінісеріал «Привид у латах: Синдром одинака — Дні тачіком» (яп. 攻殻機動隊 STAND ALONE COMPLEX: タチコマな日々 що складається з 52 випусків, кожен по 1 хвилині.

## Дизайн
В основі геометрії тачіком лежить принцип подібності павуку. Корпус представлений двома зчленованими об'ємами, до переднього кулеподібного з яких прикріплені 4 кінцівки, призначені для переміщення робота і два маніпулятори на шарнірах, також на передньому відсіку корпусу розташовується антена синхронізації й зв'язку, три білі півсфери, що забезпечують панорамний зір тачіком, деякі діагностичні та допоміжні органи. У центральній частині розташований ствол гармати великого калібру, за стандартних обставин закритий спеціальною заглушкою із заводським прорізом (можливо, потрібно для вентиляції). Задня більша частина корпусу, що нагадує черевце павука, призначена для транспортування в ній людини в сидячому положенні і відповідно всередині являє собою кокпіт з приладами навігації, управління і наведення озброєння. На ньому розташовані два обертових в горизонтальному напрямку комплекси для пострілів «павутиною» — липкими канатами, ззаду розсувні двері для посадки і десантування, знизу знаходиться ще одне тризрачкове око у вигляді півсфери, зверху ж розташовані «очі» імовірно тепловізійної системи наведення й управління озброєнням.
Для переміщення тачікоми використовують чотири Г-подібні ноги прикріплені до корпусу шарнірами, які конструктивно забезпечують високий ступінь рухливості і їх відому неповторну маневровість. Як основний рушій застосовано цікаве рішення, що дозволяє під час руху по рівній і гладкій поверхні використовувати колеса, які закріплені на ногах і мають незалежний привід, а під час переміщення по складних, вертикальних або похилих поверхнях колеса розкриваються, утворюючи три пальці, які надійно утримують тачікому в необхідному положенні. Передні маніпулятори складаються з одного сегмента, закріпленого на шарнірі, і закінчуються трьома пальцями різної конфігурації на правій і лівій кінцівках. Між пальцями правого маніпулятора розташований кулемет.
Все тачікоми, що перебувають на службі 9-го відділу, мають яскраво-синє забарвлення за винятком сенсорів, очей білого кольору і чорних коліс, але є варіанти й оранжево-чорного (спеціальні робочі роботи) і зеленого (друге покоління тачіком) кольорів. Всі вони оснащені системою повноцінного оптичного камуфляжу, що дозволяє їм ставати повністю прозорими.

## Штучний інтелект
Хоча кожна з тачіком володіла власним штучним інтелектом (ШІ) і пам'яттю, щоночі вони синхронізувалися між собою, завдяки чому наступний день починали з ідентичними свідомостями, кожна з яких — сума колективного досвіду і розвитку кожної. Це є поясненням однакових спогадів у кожної з тачіком. В останньому епізоді першого сезону було пояснено, що певна девіантність (у вигляді цікавості кожної) дозволяє їм відрізнятися одна від одної. І це ж рятує особистість від «смерті» при з'єднанні з іншими тачікомами.
Проте, з синхронізації випливає парадокс: хоча у тачіком однакові спогади, їхні особистості і думки різняться. Серед серій «Синдрому одинака» була одна, повністю присвячена їх дискусіям.
Завдяки відокремленим особистостям виділяються три тачікоми. Перша вважає себе особистою тачікомою Бато, чия поведінка нагадує гіперактивну дитину. Вона допитлива і схильна висувати неординарні ідеї. Вона особлива, її балували натуральним маслом, без якого вона зовсім відмовляється виконувати завдання. Друга тачікома (можливо улюблена Майора Кусанаґі) більш логічна, поводилася спочатку як правильний герой. Третя тачікома робить не дуже багато, але доповнює трійцю. Також є четверта з відмінною особистістю — любить читати і схожа на інтелектуала. Її тіло було розібрано на частини, але ШІ збережений для подальших досліджень.
Протягом серіалу тачікоми намагаються зрозуміти, що таке Привид (щось на кшталт Душі, Особистості) і як визначити його наявність. Мотоко Кусанаґі уважно спостерігає за їхніми дослідженнями в цій галузі. На думку Кусанаґі, тачікоми набули Привида, пожертвувавши собою внаслідок «операції» з порятунку Бато. У другому сезоні серіалу тачікоми знову вирішують пожертвувати собою заради порятунку людей. З огляду на те, що тачікоми усвідомили, що таке смерть, самопожертва є усвідомленим вибором, що є однією з ознак гуманності, або душевності.
|  | Найяскравіший приклад народження камі - це привид всередині татіком (тактичних танків). У цих роботах реалізована здатність до колективного розвитку, що призводить, незважаючи на постійні обнулення, до створення «почуттів», які суперечать програмі (самопожертва, індивідуальність). Оригінальний текст (рос.) Наиболее яркий пример рождения ками — это призрак внутри Татиком (тактических танков). В этих роботах реализована способность к коллективному развитию, что приводит, несмотря на постоянно обнуление, к созданию «чувств», противоречащих программе (самопожертвование, индивидуальность) |

Після апгрейду до інтеграції в кіберпростір тачікоми в прямому сенсі залишилися без мізків у своїй оболонці, їхні розуми були перенесені на супутник. У 52-й серії серіалу тачікоми, порадившись, відмовляються виконувати наказ майора з перенесення пам'яті мільйонів біженців, які зазнають ядерного бомбардування, в кіберпростір, і замість цього під веселу передсмертну пісеньку жертвують собою і своїм супутником, збивши ним ядерну ракету. Пам'ять всіх 9 тачіком була записана в мережу, останньою тачікомою, що їхала з Ішікавою.

## Утікома
Утікома — танкетка зеленого кольору, яка виконувала функції тачіком, після їх самогубства. Дуже схожа на футікому з оригінальної манґи.

## Вплив на реальний світ
Популярність тачіком відбивається різними способами. Наприклад, один японський ентузіаст роботехніки, надихнувшись виглядом і звичками тачіком, створив мініатюрного робота, здатного швидко змінювати свій спосіб пересування. Чотири кінцівки дозволяють роботові розвертатися на місці, переїжджати перешкоди, крокувати і їздити. Інший японець, Сан Когеї, зібрав «копію» тачікоми (правда, червоного кольору) керовану джойстиком. Тачікомоподібний кокон у натуральну величину може витримати пасажира вагою не більше 60 кг. Піїр Крюгер створив моторизовану модель тачікоми з конструктора Lego.
Дизайнери компанії Reebok розробили модель кросівок, близьку за виглядом до роботів-тачіком. Поверхня кросівок виконана з матеріалу біло-блакитного кольору, блиск якого змінюється залежно від того під яким кутом ви дивитеся на кросівки, на знак поваги до оптичного камуфляжу роботів тачіком. На п'яті вишита емблема 9-го Відділу безпеки. Планується випустити обмежену партію в 500 пар кросівок тільки для японського ринку[прояснити].
Японська компанія Kayac створила віртуальну систему занурення в кіберпростір «Kinect». За задумом авторів, система відтворює кіберпростір з серіалу «Привид в латах: Синдром одинака». Користувачеві пропонується за обмежений час виявити в просторі і зловити робота тачікому, використовуючи тільки рухи тіла, без допомоги джойстиків, кнопок і сенсорних панелей.